# Василий Ватаци
Василий Ватаци (на гръцки: Βασίλειος Βατάτζης, Basilius Batatzes, Basileios Batatzes, † 1194) е византийски благородник, пълководец и дук на Тракия. Родоначалиник е на фамилията Ватаци.
Той се жени за братовчедка на император Исаак II Ангел (упр. 1185 – 1195), която е дъщеря на Исаак Ангел Дука, който е чичо на императора. Издига се на поста доместик за Изтока и дук на тема Тракезион в западна Мала Азия. На този пост потушава въстанието на узурпатор Теодор Манкаф във Филаделфия през 1189 г.
През 1193 г. той е доместик на Запада в Адрианопол, където воюва срещу въстаналите българи, водени от Асен и Петър. Не подкрепя зет си Константин Ангел Дука в претенциите му към престола, въпреки че узурпаторът е брат на съпругата му и също братовчед на императора.
Убит е в Битката при Аркадиопол през 1194 г., където води западните византийски армии срещу българите.
Той е баща на:
- Исак Дука Ватаци († 1261), севастократор, дядо на Теодора Дукина Ватацина, омъжена 1253 за Михаил VIII Палеолог, император 1259 – 1282 (Палеолози)
- Йоан III Дука Ватаци (* 1192, † 1254), император на Никейската империя (1222 – 1254), баща на Теодор II Ласкарис
- неизвестен по име син.

## Цитирана литература
- Хониат, Никита. Imperii Graeci historia ab anno MCXVII in quo Zonaras definit, usque ad annum MCCIII, libris XIX descripta.   Женева, Apud haeredes Eustathij Vignon, 1593. с. стр. 400, 435-436, 446-447. (на латински)
- Скилица, Йоан. John Skylitzes: A Synopsis of Byzantine History, 811-1057.   Кембридж, Cambridge University Press, 2010. ISBN 978-0-521-76705-7. (на английски)
- Guilland, Rodolphe. Recherches sur les institutions byzantines, Tome I.   Berlin, Akademie-Verlag, 1967. p. 408, 455. (на френски)
- Oxford Dictionary of Byzantium.   New York and Oxford, Oxford University Press., 1991. ISBN 978-0-19-504652-6. p. pp. 2154–2155. (на английски)
- Βαρζός, K. Η γενεαλογία των Κομνηνών. Т. vol.2.   Thessalonicae, Κέντρο Βυζαντινών Ερευνών - ΑΠΘ, 1984. σ. pp. 851-857. (на гръцки)